# Trjapitzinellus arboricola
Trjapitzinellus arboricola är en stekelart som beskrevs av Svetlana N. Myartseva 1980. Trjapitzinellus arboricola ingår i släktet Trjapitzinellus och familjen sköldlussteklar.
Artens utbredningsområde är Turkmenistan. Inga underarter finns listade i Catalogue of Life.